# Mohamed Zaroili
Mohamed Zaroili (13. travnja 2003.) je marokanski rukometaš. Nastupa za francuski klub HBC Gien Loiret i marokansku reprezentaciju.
Natjecao se na Svjetskom prvenstvu u Egiptu 2021., gdje je reprezentacija Maroka završila na 29. mjestu.